# Grèvol
|  | Per a l'ocell homònim, vegeu grèvol (ocell) |

El grèvol o boix grèvol (Ilex aquifolium) és un arbre o arbust típic de la vegetació atlàntica europea i d'alguns indrets de la muntanya mitjana mediterrània. Creix en boscos o fileres de bardisses, fins a altituds de 1.000 o 2.000 metres.
El grèvol pertany al mateix gènere que el mate (Ilex paraguariensis) i d'altres Ilex de Nord-amèrica. Tot aquest gènere correspon a la família de les aquifoliàcies. Té també d'altres noms com coscoll grèvol, coscoll del vesc, arbre de visc, arbre de(l) mal fruit o agrifoli (nom erudit), entre d'altres.

## Etimologia
El terme "Ilex" fa referència al nom llatí de l'alzina, que li va fixar el botànic francès Joseph Pitton, ja que les fulles d'ambdues plantes s'assemblen molt. "Aquifolium", que és el nom clàssic del grèvol, prové d'acus que vol dir agulles i "folius" que vol dir fulles, al·ludint a la forma punxeguda que presenten aquestes.

## Ecologia
És una planta d'ambients ombrívols que rarament forma masses pures. El seu hàbitat són els boscos, en especial fagedes, pinedes de pi roig i rouredes que es trobin a una alçada màxima de 1.600 metres i també en tanques amb climes humits; amb un sòl preferentment silici i orientat a l'ombra. Necessita humitat però sense entollar. El rec ha de ser de moderat a abundant. Resisteix les gelades, però es veu perjudicada per les sequeres estivals.

## Descripció

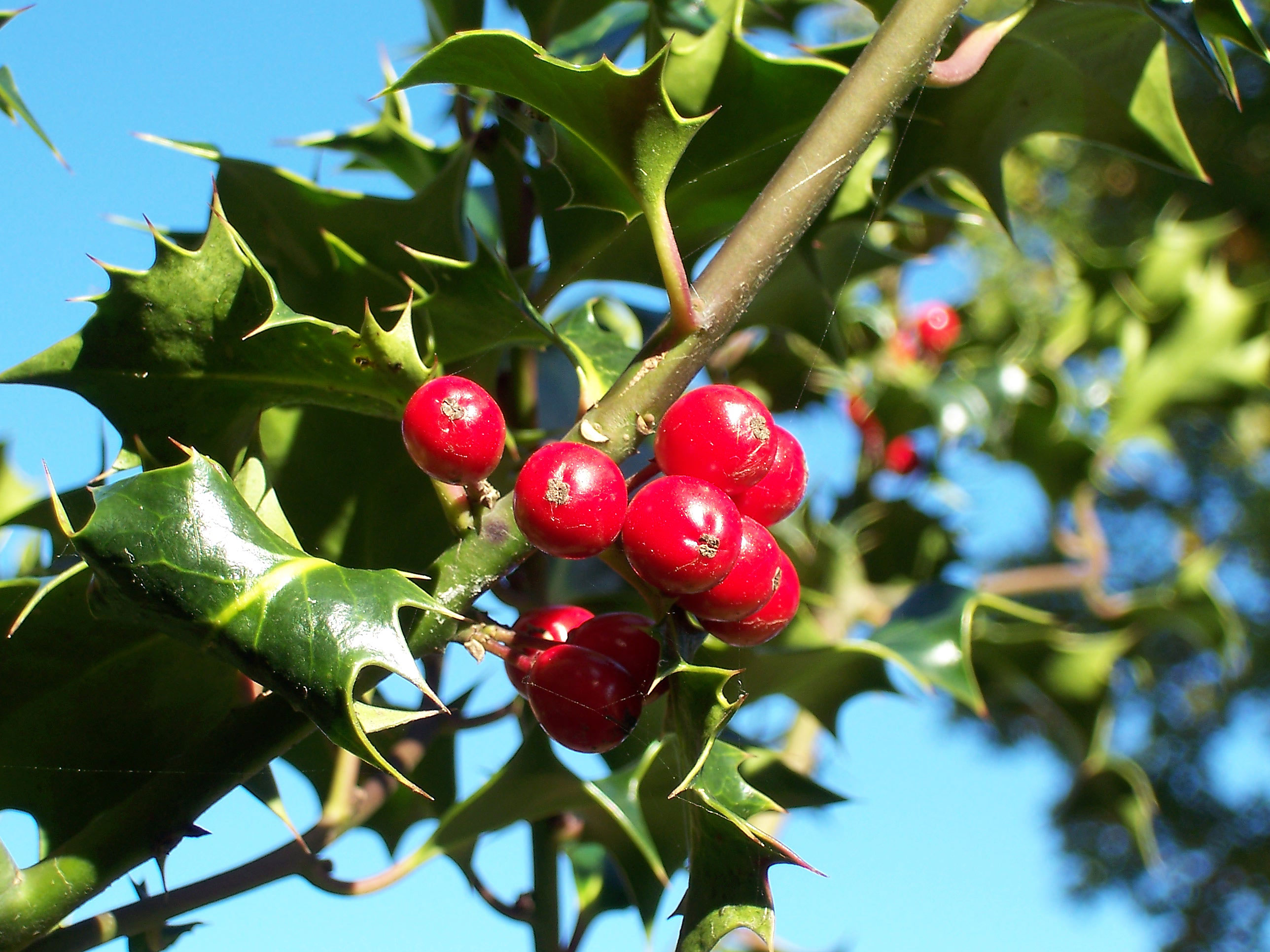
Fruits

Planta dioica que arriba en alguns casos a fer 20 metres d'alçada, però molt sovint es troba en forma d'arbust baix. El seu port és esvelt, cònic o piramidal segons la varietat, amb forma d'espiral. Les branques són ascendents als arbres joves i amb el temps el grèvol es torna dens i irregular. Es manté verd tot l'any.
Presenta una rel axonomorfa, amb una rel principal que creix en profunditat, de la que parteixen rels laterals o secundàries que s'estenen horitzontalment o obliquament, fins a envair completament el sòl.
L'escorça és llisa i inicialment d'un color verdós. A partir del segon i tercer any va prenent un to gris fosc definitiu. Amb el temps, l'escorça es torna aspra i nuosa. La tija pot presentar ocasionalment berrugues.
Té les vores de les fulles enteres punxants esclerofil·les. Són perennes, alternes, ovals o el·líptiques, simples i oblongues. Mesuren de 6 a 8 cm de longitud i de 3 a 4 cm d'amplada. Són coriàcies i de color verd fosc brillant a la faç i al revés d'un color més clar, mat i pàl·lid. L'àpex té una petita i aguda espina i el pecíol és gruixut i aplanat, d'1 cm de longitud. Tenen un nervi ben marcat. Les fulles més joves i les de les branques més baixes són espinoses mentre que les fulles madures i de branques més altes (fora de l'abast dels herbívors) són més arrodonides. La planta presenta un fullatge persistent.
És una planta dioica, és a dir, hi ha exemplars mascle i exemplars femella. Els femenins són els que tenen els fruits. Als exemplars masculins, les flors apareixen en grups axil·lars de color groguenc. En canvi, en les femenines, les flors estan aïllades o en grups de tres i són petites i de color blanc o lleugerament rosat.

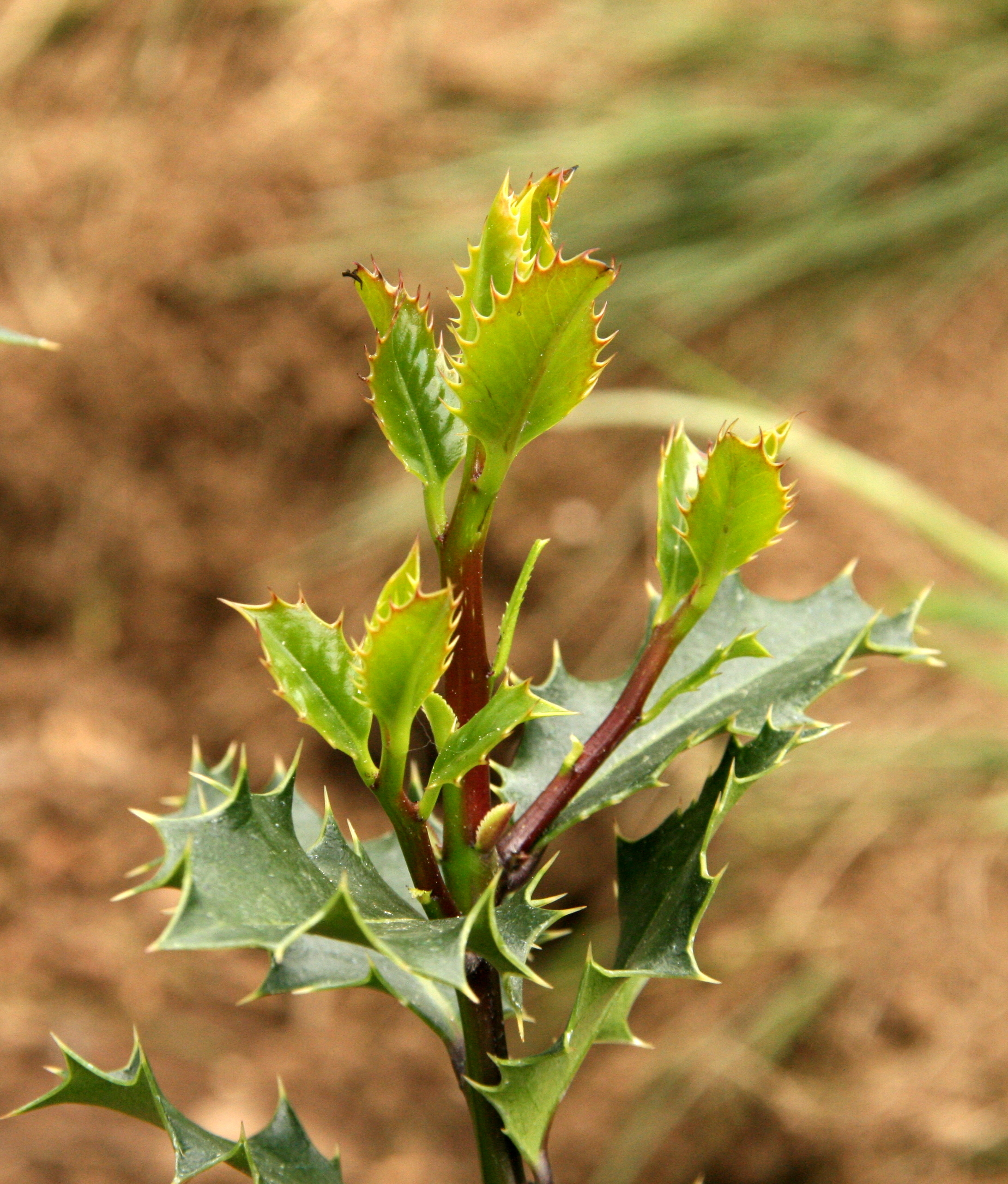
Exemplar jove de grèvol a la serra de Guadarrama.

Les flors són actinomorfes, tètrades i es disposen en inflorescències axil·lars cimoses. El calze té 4 sèpals d'1 × 1,5 mm, ovalats, pubescents i parcialment fusionats a la base. La corol·la té 4 pètals de 4-5 x 2-3 mm, oblongs-obovats, glabres i una mica soldats a la base. L'ovari és súper, tetralocular, amb un primordi seminal per cavitat. Són flors petites, de 16-8 mm i procedeixen de capolls de color púrpura. L'androceu està format per tants estams com pètals que apareixen alternats amb aquests i estan soldats a la base de la corol·la. Les flors surten a la fi de la primavera o a principi de l'estiu.
El fruit és drupaci, globós i de color vermell brillant o groc viu depenent de la variant. Té de 7 a 8 mm de diàmetre (mida d'un pèsol). És carnós, pisiforme i conté al seu interior 4 o 5 llavors negres de 7 a 8 mm que no germinen fins al segon any. Neixen sobre peduncles de 4 a 8 mm de longitud.
Floreix a la primavera i fructifica a l'estiu, i quan els fruits acaben de madurar a la tardor són un aliment important pels animals del bosc. Són tòxics per als humans.

## Composició química
- tanins (compostos polifenòlics molt astringents i de gust amarg)
- ilicina (principi amarg)
- ilixantina (colorant groc)
- teobromina (alcaloide que té les mateixes propietats que la cafeïna)
- pectina
- glucosa
- goma
- rutina
- resina
- àcids cafeotànic, ilexic, ursòlic, màlic i cítric.

## Accions farmacològiques
Els tanins tenen la propietat de guarir ferides i mantenir la cura de la pell. A més, també pot detenir la diarrea, utilitzar-se com a antioxidant, antibacterià, antídot contra els verins i ajuda a disminuir el colesterol, sempre en unes dosis adequades, ja que en grans proporcions pot resultar tòxic. La teobromina té propietats estimulants, cardiotòniques i diürètiques. En proporcions elevades és teratogènica, és a dir, que pot produir malformacions al fetus.
A causa dels principis actius que contenen, les fulles del boix grèvol tenen una acció diürètica, per eliminar el líquid sobrant de l'organisme; febrífuga, que mitiga la febre; diaforètica, que provoca la transpiració o augment de sudoració; espasmolítica, que relaxa la musculatura llisa i aperitiva, que afavoreix la gana. Per això, s'usa com a analgèsic, antigotós, antipirètic i antitussigen.
L'escorça, en canvi, té propietats purgants, per a netejar els intestins. Els fruits també són purgants però, coneguda la seva toxicitat, s'evita el consum. Les infusions de trossets de l'escorça tenen un efecte tranquil·litzant.
Altres propietats no tan conegudes del grèvol són contra l'estrenyiment i la diarrea, com a laxant, vomitiu i per al tractament de les afeccions reumàtiques.

## Usos medicinals
La droga d'aquesta planta és principalment la fulla tot i que l'escorça també s'utilitza. Està indicada en el tractament de malalties com el reumatisme, la gota o la hidropesia, però també en processos infecciosos com la grip, les febres intermitents, la bronquitis crònica o el refredat. A més, calma la tos i és eficaç contra l'estrenyiment, la diarrea i la inapetència. També se n'ha utilitzat, tot i que rarament, en casos d'histèria i epilèpsia però no se'n coneix gaire la seva eficàcia. A causa de les propietats dels tanins, aquest s'extreu i se'n fan medicaments per al tractament de les hemorroides, les úlceres de la boca, i cosmètics per eliminar el greix o els grans de la superfície de la pell.

## Altres usos
A més de la seva acció farmacològica, també s'utilitza per altres finalitats perquè la fusta de grèvol és molt resistent i de difícil podriment. Tradicionalment s'emprava per a fer tanques o llindars de les finques. La seva tija o escorça és molt dura, pesant i d'un color blanc marfil, és molt apreciada en torneria, ebenisteria i marqueteria on freqüentment es tenyia de negre per a substituir el banús. De les branques més flexibles s'obtenen mànecs per les eines, fustes, peces dels instruments agrícoles i altres objectes útils per a usos agraris o com mànecs per als utensilis de cuina. A causa de la resistència de la fusta del grèvol i que resisteix molt bé la humitat, s'ha emprat al camp per a construccions que aguanten la podridura. També és habitual el seu ús per a fer estaques de tanques o particions de finques. Antigament a partir de l'escorça interior (corfa) s'obtenia una resina que s'utilitzava per a l'elaboració de "lliga", un entrebanc per a atrapar els pardals i amb les branques agrupades en gavelles s'escuraven les xemeneies. A l'Alsàcia francesa, les baies del boix grèvol es destil·len per obtenir aiguardent. El seu altre ús, juntament amb el galzeran (Ruscus aculeatus), el vesc (Viscum album) i la molsa és com a ornament en les festes nadalenques, a causa dels seus atractius fruits i a les seves peculiars fulles punxant convertint-se així en un símbol. Aquesta tradició es deu al fet que es creia que plantat prop de casa, el grèvol protegia a aquesta de la mala sort i aportava prosperitat. A conseqüència d'això, en molts països d'Europa es considera actualment una espècie protegida, ja que està en perill d'extinció.

## Toxicitat

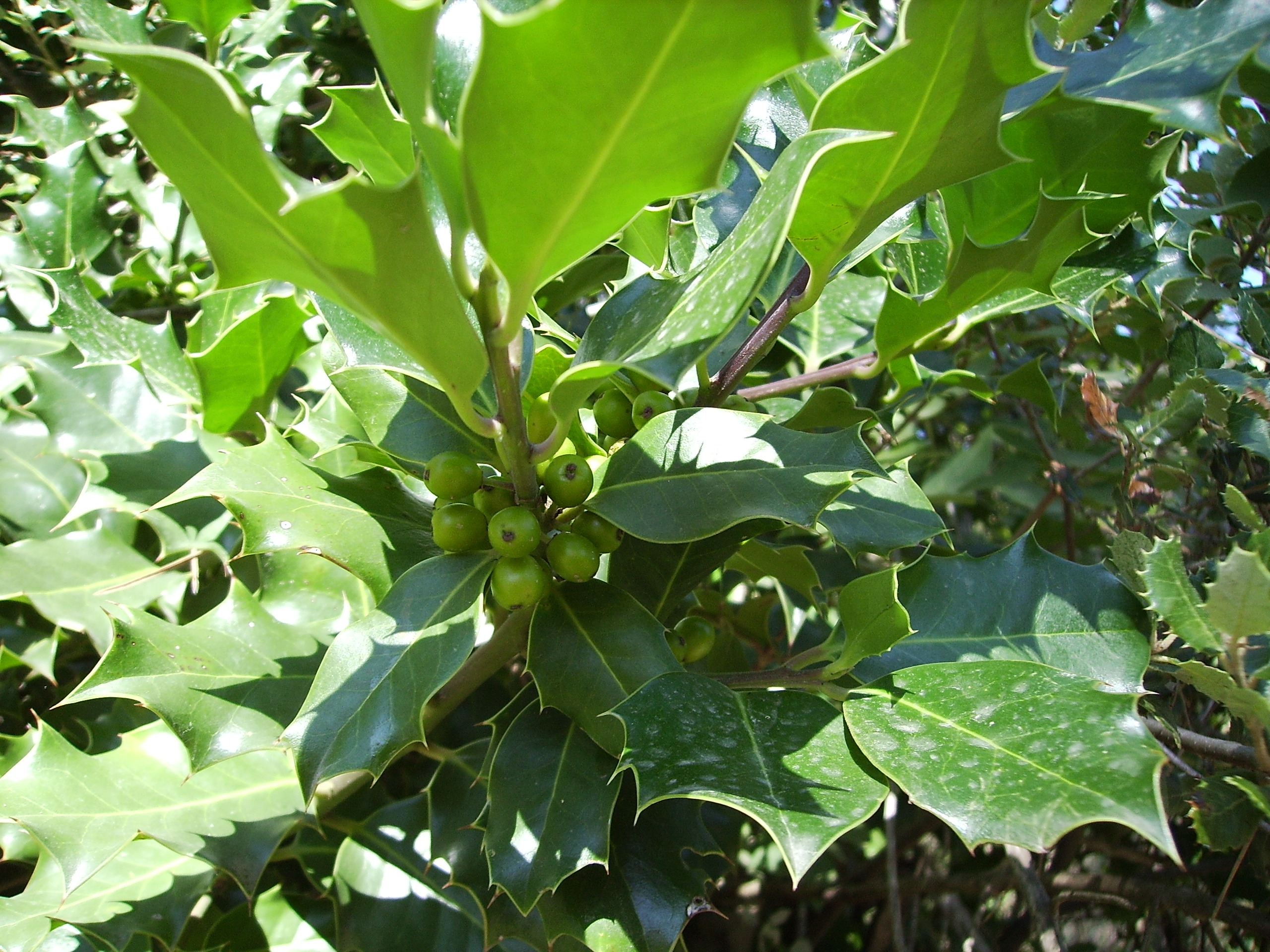
Grèvol al juliol a Castelltallat

Les seves baies o fruits són molt tòxics i la ingestió en proporcions elevades (unes 20 d'elles) pot provocar la mort. Els efectes que pot provocar, pel seu contingut en ilicina, són irritacions molt fortes a l'estómac i intestins. Els seus principis, com la teobromina, poden afectar el sistema nerviós i el cor. El contingut en resines pot produir obstruccions en l'aparell digestiu. Entre els símptomes podem trobar vòmits, incapacitat d'engolir, visió borrosa, arrítmia cardíaca, dificultat per respirar, convulsions i, fins i tot, la mort. Per al seu tractament es recomana un rentat d'estómac, respiració artificial i l'administració de laxants.

## Normativa
És una espècie protegida a Catalunya, des del 1984 està prohibit recol·lectar-lo, tallar-lo i desarrelar-lo. Els exemplars que es comercialitzen han de procedir d'altres zones on sigui legal la seva recol·lecció. Únicament es permet recollir-lo i utilitzar-lo per a finalitats científiques, educatives o tractaments silvícoles amb autorització prèvia de la Direcció General del Medi Natural.